# Вежхуца-Нагурна
Вежхуца-Нагурна (пол. Wierzchuca Nagórna) — село в Польщі, у гміні Дорогичин Сім'ятицького повіту Підляського воєводства.
Населення — 237 осіб (2011).
У 1975-1998 роках село належало до Білостоцького воєводства.

## Демографія
Демографічна структура станом на 31 березня 2011 року:
|          | Загалом | Допрацездатний вік | Працездатний вік | Постпрацездатний вік |
| -------- | ------- | ------------------ | ---------------- | -------------------- |
| Чоловіки | 106     | 26                 | 64               | 16                   |
| Жінки    | 131     | 28                 | 62               | 41                   |
| Разом    | 237     | 54                 | 126              | 57                   |